# Verzweigung Reichenburg
De Verzweigung Reichenburg is een knooppunt in Zwitserland. Op dit knooppunt bij Reichenburg sluit de A15 aan op de A3.

## Configuratie
Het knooppunt is een klaverbladknooppunt.